# Université de Nalanda
 (novembre 2020).
L’université de Nalanda est un site historique situé à Nâlandâ, proche de la ville historique de Rajgir, dans le Bihar, en Inde. C'est la plus vieille université au monde.

## Histoire et construction
L'université de Nalanda fut créée par l'empereur Ashoka qui était un Vihara bouddhiste. Pendant très longtemps, l'étude du bouddhisme a été enseignée dans cet établissement. Plus tard, elle a été soumise au règne du dirigeant Kumâragupta Ier.
Plusieurs autres empereurs de cette dynastie Gupta ont contribué à cet établissement tels que Tathagatagupta, Narasimhagupta et Baladitya.
Les Hindous et les Bouddhistes ont continué à aménager cet endroit jusqu’au xie siècle environ. La réputation de Nalanda est alors devenue internationale. Il existe également plusieurs traces indiquant que Nalanda était un centre culturel surtout pendant la vie de Bouddha Tathagata. Cet établissement était très réputé, surtout pour sa générosité et le bonheur des étudiants au sein du site.
Les programmes universitaires étaient étudiés et réglementés par des fonctionnaires appelés Karmadan. Les travaux étaient différents selon chaque élève. Les étudiants de cet établissement étaient, en général, admis pour dix années. Ces derniers pouvaient tout de même rester dans l’établissement jusqu'à l'âge de 20 ans pour devenir des moines bouddhistes,. Selon les règles de Vinayapitaka, il était interdit de payer les étudiants. L'université de Nalanda a donc brillé pendant près de 700 ans et s'est forgé une réputation mondiale de sagesse. L'envahisseur de l’empire musulman nommé Muhammad bin Bakhtiar Khizli a attaqué le site en 1303 et probablement détruisit une grande partie de l'établissement.

## Découverte
Au début du XIXe siècle, les archéologues britanniques Francis Buchanan-Hamilton et Markham Kittoe trouvèrent et examinèrent les vestiges de cette université. Il y a quelque temps, certains spécialistes ont donné le rang d’université à cet endroit. Ce grand site monumental de Nâlandâ se trouve aujourd’hui à 12 kilomètres de Rajgir. Ce site est aujourd'hui classé au patrimoine mondial de l'UNESCO.